# ФК Трстеник ППТ
ФК Трстеник ППТ је српски фудбалски клуб из Трстеника, и тренутно се такмичи у Српској лиги Исток, трећем такмичарском нивоу српског фудбала.

## Историја
Фудбал је званично заживео у Трстенику 1920. године. Играло се на терену под именом „Вашариште“, а први клуб основан од ђака и радника носио је име „ФК Раднички Трстеник“. Од 1921. до 1922. године је наступао под називом „ФК Трговачки“, а потом од 1923. до 1925. године под називом „ФК Танкосић“, да би од 1926. до 1938. године наступао под називом „ФК Хајдук“. Тада се фудбалски клуб из Трстеника такмичио у фудбалском подсавезу Крушевац. Године 1939.  клуб мења име у „ФК Грађански“, па затим у „ФК Југ Богдан“. Још два пута клуб мења име. Године 1946. постаје „ФК Чајка“, и коначно 1949. године се назива „ФК Трстеник Прва Петолетка“ под чијим именом наступа сада. Од 1920. до 1949, године клуб из Трстеника је на утакмицама носио зелену боју дресова, а од 1949. је кренуо наступати са познатим плаво-белим дресовима које фудбалери Трстеника носе и данас.
"ФК Трстеник Прва Петолетка" је 5 пута освојио Куп фудбалског савеза Расинског округа и вишеструки освајач Купа фудбалског савеза општине Трстеник. Најбољи пласман у лиги је био 2. место у Српској лиги Исток, трећем такмичарском нивоу српског фудбала. У Купу Србије "ФК Трстеник" је догурао до шеснаестине финала где је испао од суперлигаша Новог Пазара у сезони 2013/2014.
Стадион "Крај Мораве" је саграђен 2015. године и има капацитет од 3000 људи.
Најбољи успех у млађим селекцијама су имали кадети када су играли у Квалитетној лиги Србије.